# Briesen, Spreewald
Briesen är en kommun och ort i Landkreis Spree-Neisse i förbundslandet Brandenburg i Tyskland. 
Kommunen ingår i kommunalförbundet Amt Burg (Spreewald) tillsammans med kommunerna Burg (Spreewald), Dissen-Striesow, Guhrow, Schmogrow-Fehrow och Werben.